# Соцовце
Соцовце (словац. Socovce) — село, громада округу Мартін, Жилінський край, регіон Турєц. Кадастрова площа громади — 5,11 км².
Населення 240 осіб (станом на 31 грудня 2018 року).

## Географія
Протікає Знєвський потік.

## Історія
Соцовце згадується 1258 року.

## Населення
| Рік:            | 1994. | 2004.   | 2014.   | 2024.   |
| --------------- | ----- | ------- | ------- | ------- |
| Кількість осіб: | 230   | 243     | 245     | 227     |
| Різниця:        |       | +5,65 % | +0,82 % | -7,34 % |

| Рік:            | 2023. | 2024.   |
| --------------- | ----- | ------- |
| Кількість осіб: | 228   | 227     |
| Різниця:        |       | -0,43 % |